# Central de Transplantes de Santa Catarina
A Central de Transplantes de Santa Catarina, Central de Notificação, Captação e Distribuição de Órgãos e Tecidos de Santa Catarina (CNCDO - SC), ou simplesmente SC Transplantes, é uma gerência da Superintendência de Serviços Especiais e Regulação da Secretaria de Estado da Saúde de Santa Catarina, Brasil, que tem a função de coordenar as atividades de transplantes no Estado, desde o processo de captação, organização das listas únicas de espera até a distribuição dos órgãos para efetivação dos transplantes.
Santa Catarina é a grande referência nacional em termos de doação de órgãos para transplantes, atingindo em 2008 a marca de 16,7 doadores por milhão de população (pmp), enquanto a média nacional ficou em 7,2 doadores pmp.